# Стимиљијано Скало (Ријети)
Стимиљијано Скало је насеље у Италији у округу Ријети, региону Лацио.
Према процени из 2011. у насељу је живело 473 становника. Насеље се налази на надморској висини од 48 м.